# Tukumanféd
Tukumanféd (Tukumãféd, Tukumãnfet), pleme tupian Indijanaca, uže skupine Tupi-Kawahib, s ušća Cacoala pritoke Jiparane u brazilskoj državi Rondônia. U kontaktu s Europljanima su od 1950.-tih. a do danas su gotovo su nestali (50; 1959 D. Ribeiro). Istoimeni jezik je izumro.